# Zinaida Wołkońska
Zinaida Wołkońska (ros. Зинаи́да Алекса́ндровна Волко́нская, Zinaida Aleksandrowna Wołkonska), w starszej literaturze także Zeneida Wołkońska, zd. Biełosielska-Biełozierska (ur. 3 grudnia?/14 grudnia 1789 w Dreźnie, zm. 24 stycznia?/5 lutego 1862 w Rzymie) – rosyjska arystokratka i pisarka. W Rzymie i w Moskwie prowadziła salony literackie i artystyczne, gromadząc w nich wiodących twórców epoki. Podejmowała również Adama Mickiewicza, z którym przez kilka lat korespondowała. Wychowana w duchu kultury zachodnioeuropejskiej, przeszła w dorosłym wieku na katolicyzm i propagowała to wyznanie wśród rosyjskich emigrantów i dyplomatów we Włoszech.

## Życiorys

### Młodość i życie w otoczeniu Aleksandra I
Była córką księcia Aleksandra Biełosielskiego-Biełozierskiego, ambasadora rosyjskiego na dworze króla Sardynii, i jego żony Warwary zd. Tatiszczewej. Wcześnie w dzieciństwie straciła matkę i była wychowywana przez ojca. Zadbał on, by nauczyła się kilku języków obcych, w tym łaciny. Młoda arystokratka wyniosła również z domu zainteresowanie muzyką i literaturą. Słabo mówiła natomiast, także jako dorosła kobieta, po rosyjsku, preferując francuski. Formalnie prawosławna, wychowywała się w otoczeniu wyznawców katolicyzmu, co przełożyło się na jej późniejsze sympatie i ostatecznie odejście od prawosławia.
W 1809 r. Zinaida Biełosielska razem z ojcem po raz pierwszy przybyła do Rosji i zamieszkała w Petersburgu. Krótko po przybyciu do rosyjskiej stolicy Aleksander Biełosielski-Biełozierski zmarł. W 1811 r. Zinaida Biełosielska wyszła za mąż za generała Nikitę Wołkońskiego, adiutanta cara Aleksandra I. Prestiż rodzin, z których wywodzili się małżonkowie, a także uroda i charakter kobiety sprawiły, że szybko zyskała ona wysoką pozycję na carskim dworze. Aleksander I uczynił ją damą dworu i publicznie się nią zachwycał. Jako że relacje obojga stały się przedmiotem plotek na dworze, Wołkońska po urodzeniu syna Aleksandra wycofała się z życia dworskiego.
Na prośbę Aleksandra I księżna Wołkońska weszła do carskiej świty, która razem z rosyjskim monarchą udała się w 1813 r. w podróż po Europie Zachodniej, a następnie na kongres wiedeński. Podróżowała razem z dwuletnim synem, brała udział w balach i przyjęciach towarzyszących kongresowi. Następnie udała się do Paryża, gdzie przeżyła dwa lata i gdzie występowała jako śpiewaczka na scenie dworskiej w Tuileries.

### Pobyt wOdessiei pierwszy wyjazd do Włoch

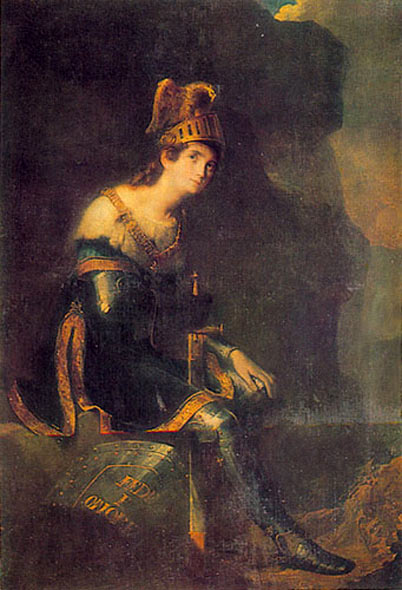
Zinaida Wołkońska w kostiumie Tankreda, obraz Fiodora Bruniego

W 1818 r. Zinaida Wołkońska wróciła do Rosji. Za sprawą dworskich intryg musiała wycofać się z petersburskiego towarzystwa. Zamieszkała w Odessie, poświęcając się wychowaniu syna. Aby znaleźć dla niego najodpowiedniejszych opiekunów, skontaktowała się z jezuitami, a zakonnika i pedagoga Dominique’a-Charlesa Nicolle’a poprosiła o stworzenie specjalnego programu nauczania dla Aleksandra. Wołkońska utrzymywała kontakty z jezuitą do 1820 r., gdy został on zmuszony do wyjazdu z Rosji. W tym czasie zbliżyła się jeszcze bardziej do katolicyzmu. W tym samym 1820 r. Zinaida i Nikita Wołkońscy wyjechali do Rzymu, gdzie kobieta posiadała odziedziczony po ojcu pałac i gdzie stworzyła salon artystyczny i literacki. Podejmowała w nim zarówno twórców rosyjskich przebywających we Włoszech (m.in. Karla Briułłowa), jak i artystów zachodnioeuropejskich (Bertela Thordvaldsena, Antonia Canovę, Horace’a Verneta).
W 1822 r. małżeństwo powróciło do Petersburga, gdzie Zinaida Wołkońska nadal zajmowała się wychowaniem syna, zaczęła również pisać. W języku francuskim tworzyła wiersze, nowele, szkice podróżne. Swoje utwory publikowała rzadko, rzadko też prezentowała je odwiedzającym ją gościom – tego rodzaju działalność, uprawiana przez kobietę, nie była traktowana poważnie.

### Moskiewski salon Zinaidy Wołkońskiej
W 1824 r. Wołkońska zamieszkała w pałacu Biełosielskich w Moskwie. Stworzyła tam salon literacki i artystyczny, w którym podejmowała czołowych pisarzy i poetów, malarzy, architektów, rzeźbiarzy, kompozytorów i aktorów, naukowców. W salonie Wołkońskiej odbywały się koncerty, recytacje wierszy i całe inscenizacje oper włoskich, w których aktywny udział brała udział także gospodyni, śpiewająca kontraltem. Wśród stałych gości byli Aleksandr Puszkin, Piotr Czaadajew, Dmitrij Wieniewitinow, Iwan Kozłow, Wasilij Żukowski, Aleksiej Chomiakow, Jewgienij Baratynski. Puszkin, Wieniewitinow i Kozłow poświęcili jej wiersze. Wołkońską nazywano Korynną północy, Puszkin określił ją mianem królowej muz i piękna. Z kolei w policyjnych raportach III Oddziału salon Wołkońskiej opisywano jako ośrodek opozycyjny, gromadzący przeciwników carskiego rządu. 

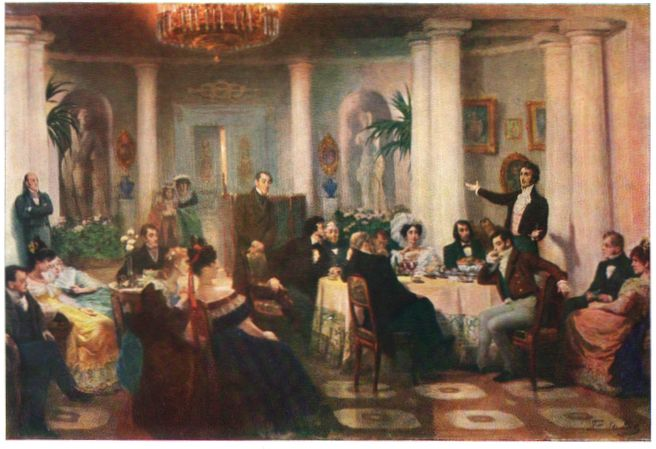
Adam Mickiewicz improwizuje w salonie Wołkońskiej, obraz Grigorija Miasojedowa

W 1827 r. Zinaida Wołkońska poznała Adama Mickiewicza. Nie jest jasne, kto wprowadził polskiego poetę do jej salonu (mógł być to książę i krytyk literacki Piotr Wiaziemski lub pisarz Ksenofont Polewoj). Mickiewicz był entuzjastycznie przyjmowany przez towarzystwo, jakie gromadziło się w salonie, a Wołkońska wysoko ceniła jego talent i odnosiła się do niego z wielką serdecznością. Mickiewicz występował w salonie Wołkońskiej z improwizacjami w języku francuskim, napisał też wiersz Na pokój grecki w domu księżnej Zeneidy Wołkońskiej w Moskwie i wygłosił go po francusku podczas jednego ze spotkań w salonie. Adam Mickiewicz i Zinaida Wołkońska korespondowali ze sobą. Według części krytyków polski poeta był, przynajmniej przez pewien czas, bez wzajemności zakochany w rosyjskiej arystokratce. Mickiewicz podarował Wołkońskiej egzemplarz Konrada Wallenroda z dedykacją, z myślą o niej przetłumaczył na język francuski dedykację Sonetów krymskich. Całość Sonetów była czytana podczas spotkań w salonie Wołkońskiej w rosyjskim przekładzie Iwana Kozłowa, również stałego gościa towarzystwa.
Po 1825 r. faktem powszechnie znanym stały się katolickie sympatie Wołkońskiej, a być może nawet jej formalna konwersja. Księżna ostatecznie zbliżyła się do katolicyzmu pod wpływem kilku wydarzeń r. 1825: śmierci Aleksandra I, nieudanego buntu dekabrystów, w którym brał udział jej powinowaty Siergiej Wołkoński (zesłany następnie na Syberię; jego żona Marija towarzyszyła mu dobrowolnie), represje nowego cara Mikołaja I wobec buntowników. W 1827 r. wstrząsem była dla niej śmierć 22-letniego poety Dmitrija Wieniewitinowa, nieszczęśliwie w niej zakochanego. Porzucenie prawosławia było w ówczesnej Rosji nielegalne, jednak popularność i wpływy Wołkońskiej sprawiły, że nie spotkały jej żadne sankcje. Car Mikołaj I próbował jedynie przekonać ją do zmiany decyzji, wysyłając do jej domu prawosławnego duchownego. Według rosyjskiej badaczki Nadieżdy Gorodieckiej w latach 20. Wołkońska nadal jedynie otwarcie sympatyzowała z katolicyzmem, natomiast oficjalnej konwersji dokonała dopiero w 1833 r., gdy żyła już na stałe we Włoszech.
W 1828 r. Wołkońska, nieszczęśliwa w małżeństwie, nawiązała romans z hrabią Alessandro Riccim – włoskim poetą i kompozytorem, mężem rosyjskiej śpiewaczki Jekatieriny Łuniny.

### Emigracja

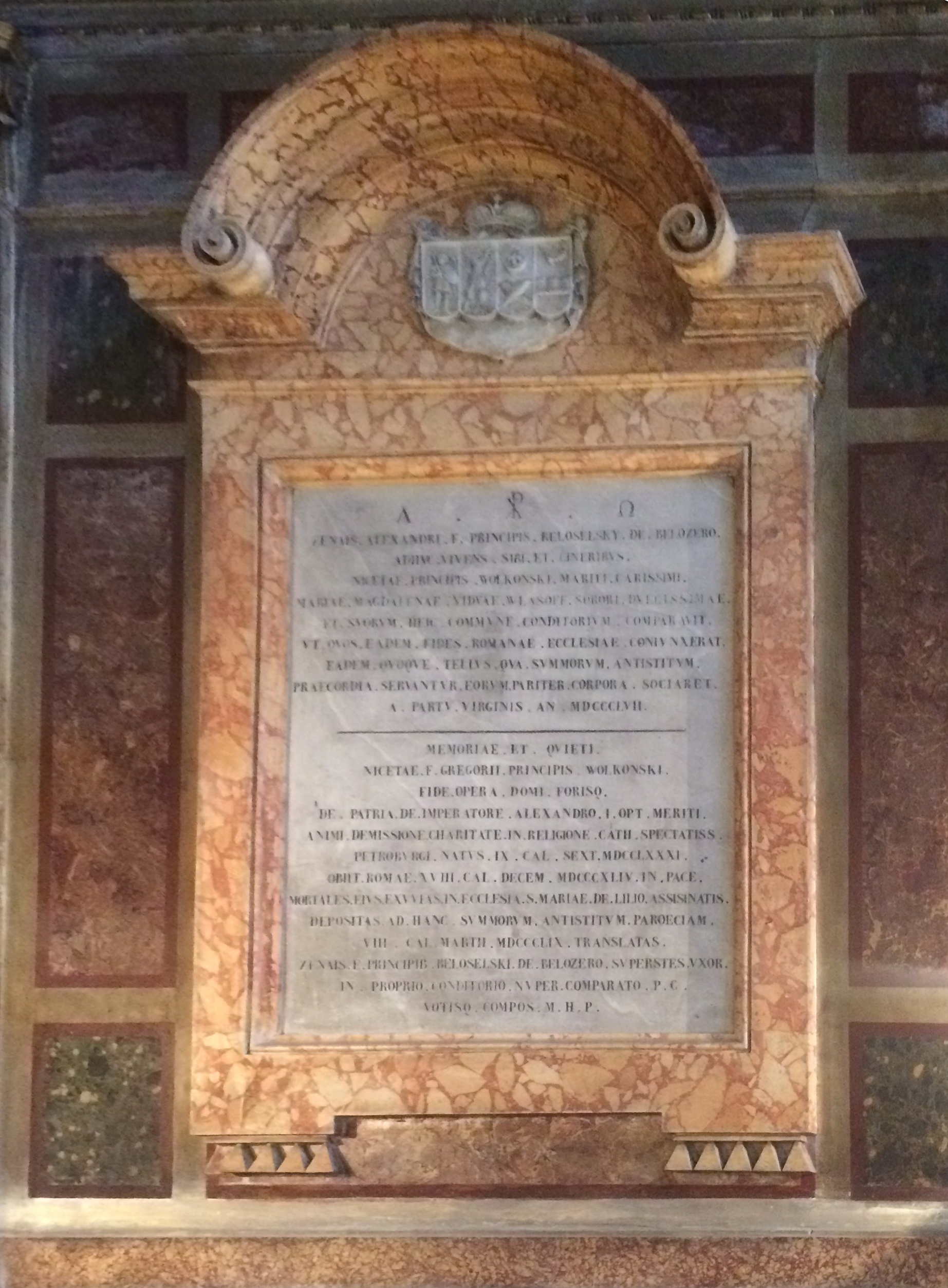
Nagrobek Zinaidy Wołkońskiej

W 1829 r. księżna Wołkońska z synem opuściła Rosję. Pewien czas spędziła w Weimarze, Tyrolu i Saksonii, następnie zaś udała się do Włoch. Po zwiedzeniu szeregu miast i regionów Włoch osiadła ostatecznie w Rzymie, gdzie nabyła winnicę oraz rezydencję – Palazzo Ferrucci. W swoim nowym domu ponownie zaczęła podejmować artystów, a także kapłanów katolickich, zapraszała również Mickiewicza. Kontynuowała też romans z Riccim, który dla niej porzucił żonę. Relacja ta przetrwała do 1841 r., gdy Wołkońska pogodziła się z mężem.
Z wiekiem Zinaida Wołkońska była coraz bardziej gorliwą katoliczką i ascetką. Regularnie rozdawała jałmużnę, znaczną część swojego majątku przekazała Kościołowi katolickiemu, różnym zakonom i instytucjom dobroczynnym. Propagowała katolicyzm wśród rosyjskich dyplomatów przebywających w Rzymie. Do konwersji przekonała swojego męża (porzucił prawosławie na krótko przed śmiercią w 1844 r.), swoją siostrę Mariję Własową i kilku dyplomatów. Nie zdołała natomiast skłonić do zmiany wyznania swojego syna Aleksandra, również dyplomaty. Po śmierci męża zajmowała się już tylko modlitwą i działalnością charytatywną. Zmarła w Rzymie i została pochowana w kościele dei Santi Vincenzo e Anastasio a Trevi.

## Twórczość
Zinaida Wołkońska jest autorką czterech nowel, z których najlepsza jest autobiograficzna Laura, epickiego poematu Olga oraz opowieści historycznej Tableau slave du cinquième siècle, której fragment, Ludowid i Miliada, został przełożony na język polski i wydany w 1826 r. W 1821 r. napisała wierszowany dramat muzyczny Jeanne d’Arc, który został następnie wystawiony w jej salonie, z nią samą w roli tytułowej. Po śmierci Aleksandra I stworzyła na tę okoliczność elegię, epitafium poświęciła też zmarłemu przedwcześnie Dmitrijowi Wieniewitinowowi. Większość dzieł napisała w języku francuskim.
Dzieła zebrane Zinaidy Wołkońskiej wydał po jej śmierci jej syn Aleksandr – równocześnie w językach francuskim i w przekładzie na język rosyjski w 1865 r.